# Équipe de République démocratique du Congo de football à la Coupe d'Afrique des nations 2006
L'équipe de République démocratique du Congo de football participe à la Coupe d'Afrique des nations 2006 organisée en Égypte. Dirigée par le sélectionneur Claude Le Roy, la sélection atteint les quarts de finale, il s'est vu éliminé par le pays organisateur par un score de 4 buts à 1. Une performance notable après une élimination précoce lors de l'édition précédente.

## Qualifications
La République démocratique du Congo se qualifie pour la phase finale de la CAN 2006 en terminant deuxième de son groupe éliminatoire, derrière le Ghana. Le match décisif a lieu à Durban face à l'Afrique du Sud, où la RDC obtient un nul 2-2 grâce à des réalisations de Shabani Nonda et Trésor Mputu. Ce résultat permet aux Léopards de valider leur qualification in extremis.
| Rang | Équipe         | Pts | J  | G | N | P | Bp | Bc | Diff |  | Résultats (▼ dom., ► ext.) |     |     |     |     |     |     |
| ---- | -------------- | --- | -- | - | - | - | -- | -- | ---- |  | -------------------------- | --- | --- | --- | --- | --- | --- |
| 1    | Ghana          | 21  | 10 | 6 | 3 | 1 | 17 | 4  | +13  |  | Ghana                      |     | 0-0 | 3-0 | 2-1 | 2-0 | 2-0 |
| 2    | RD Congo       | 16  | 10 | 4 | 4 | 2 | 14 | 10 | +4   |  | RD Congo                   | 1-1 |     | 1-0 | 3-2 | 2-1 | 4-0 |
| 3    | Afrique du Sud | 16  | 10 | 5 | 1 | 4 | 12 | 14 | -2   |  | Afrique du Sud             | 0-2 | 2-2 |     | 2-0 | 2-1 | 2-1 |
| 4    | Burkina Faso   | 13  | 10 | 4 | 1 | 5 | 14 | 13 | +1   |  | Burkina Faso               | 1-0 | 2-0 | 3-1 |     | 1-2 | 2-0 |
| 5    | Cap-Vert       | 10  | 10 | 3 | 1 | 6 | 8  | 15 | -7   |  | Cap-Vert                   | 0-4 | 1-1 | 1-2 | 1-0 |     | 1-0 |
| 6    | Ouganda        | 8   | 10 | 2 | 2 | 6 | 6  | 15 | -9   |  | Ouganda                    | 1-1 | 1-0 | 0-1 | 2-2 | 1-0 |     |

## Préparation
Avant le tournoi, l’équipe effectue un stage de préparation pour renforcer la cohésion du groupe, mêlant joueurs évoluant dans le championnat local et expatriés. Le sélectionneur Claude Le Roy mise sur une équipe équilibrée et sur l'expérience de cadres comme Lomana LuaLua et Nonda. Cependant, bien qu’il soit capitaine et cadre de la sélection congolaise, Nonda va être déclaré forfait pour la compétition en raison d’une blessure au genou droit, nécessitant une indisponibilité d’au moins quarante jours.

## Compétition
La Coupe d'Afrique des nations 2006 se déroule en Égypte. L’équipe congolaise vise à retrouver ses marques après sa non-qualification à la CAN 2004, mais la compétition s'avère difficile, malgré quelques bons matchs.

## Tirage au sort
La République démocratique du Congo est versée dans le groupe B avec le Cameroun, le Togo et l'Angola. Ce groupe est considéré comme l'un des plus difficiles du tournoi, mettant les Léopards face à des adversaires solides comme le Togo et l'Angola qui figure sur la liste de cinq pays d'Afrique, qualifié à la coupe du monde 20206.

## Effectif
La liste des 23 joueurs congolais retenus pour la CAN 2006 est composée de plusieurs cadres et de jeunes prometteurs :
| N°                 | Nom                            | Club                              |
| Gardiens de but    |                                |                                   |
| 1                  | Pascal Kalemba Lukoki          | AS Vita Club                      |
| 23                 | Francis Chansa                 | Orlando Pirates ( Afrique du Sud) |
| 16                 | Dikete Tampungu                | Bush Bucks FC ( Afrique du Sud)   |
| Défenseurs         |                                |                                   |
| 3                  | Belmond Nsumbu Dituabanza      | AS Vita Club                      |
| 18                 | Gladys Bokese                  | DC Motema Pembe                   |
| 4                  | Tshiolola Tshinyama            | Ajax Cape Town ( Afrique du Sud)  |
| 2                  | Cyrille Mubiala Kitambala      | Ajax Cape Town ( Afrique du Sud)  |
| 20                 | Félicien Kabundi Tshiamalenga  | TP Mazembe                        |
| 13                 | Nono Lubanzadio Mayasisilua    | TP Mazembe                        |
| 21                 | Kasongo Ngandu                 | TP Mazembe                        |
| 15                 | Hérita Ilunga                  | AS Saint-Étienne ( France)        |
| 19                 | Jean-Paul Kamudimba            | Grimsby Town ( Angleterre)        |
| Milieux de terrain |                                |                                   |
| 11                 | Marcel Mbayo Kibemba           | Sakaryaspor ( Turquie)            |
| 6                  | Albert Milambo Mutumba         | Le Havre AC ( France)             |
| 14                 | Ilongo Ngansania « Saddam »    | DC Motema Pembe                   |
| 10                 | Pitshou Zola Matumona « Room » | AS Vita Club                      |
| 8                  | Trésor Mputu Mabi              | TP Mazembe                        |
| 7                  | Christian Kinkela              | Amiens SC ( France)               |
| 12                 | Franck Matingou                | SC Bastia ( France)               |
| Attaquants         |                                |                                   |
| 9                  | Lomana Lua-Lua                 | Portsmouth ( Angleterre)          |
| 17                 | Blaise Lelo Mbele              | Orlando Pirates ( Afrique du Sud) |
| 22                 | Musasa Kabamba                 | İstanbulspor Turquie              |
| 5                  | Mbala Mbuta « Biscotte »       | Yverdon-Sport FC ( Suisse)        |

## Premier tour
Voici les résultats et le classement après les matchs du premier tour :
1re journée
| 21 janvier 2006 | Togo | 0 – 2 | RD Congo               | Stade de l'Académie militaire du Caire, Le Caire |                          |
| 20h00           |      |       | 45e Mputu · 64e LuaLua | Arbitrage : Mourad Daami                         | Arbitrage : Mourad Daami |

2e journée
| 25 janvier 2006 | Angola | 0 – 0 | RD Congo  | Stade de l'Académie militaire du Caire, Le Caire |                           |
| 17h15           |        |       | 19e Mputu | Arbitrage : Badara Diatta                        | Arbitrage : Badara Diatta |

3e journée
| 29 janvier 2006 | Cameroun               | 2 – 0 | RD Congo | Stade international du Caire, Le Caire |                             |
| 19h00           | Geremi 31e · Eto'o 33e |       |          | Arbitrage : Koman Coulibaly            | Arbitrage : Koman Coulibaly |

| Place |          | Pts | J | G | N | P | Buts + | Buts - | Diff. |
| 1er   | Cameroun | 9   | 3 | 3 | 0 | 0 | 7      | 1      | +6    |
| 2e    | RD Congo | 4   | 3 | 1 | 1 | 1 | 2      | 2      | 0     |
| 3e    | Angola   | 4   | 3 | 1 | 1 | 1 | 4      | 5      | -1    |
| 4e    | Togo     | 0   | 3 | 0 | 0 | 3 | 2      | 7      | -5    |

### Phase à élimination directe

#### Quarts de finale: RDC 1–4 Égypte
La RDC affronte l’Égypte, pays hôte au stade international du Caire. Les Simba sont battus 4-1. Les Pharaons, soutenus par leur public, dominent largement la rencontre et se qualifient pour les demi-finales.

### Statistiques

#### Buteurs
| Rang | Joueur        | Buts |
| ---- | ------------- | ---- |
| 1    | Lomana LuaLua | 1    |
| 2    | Trésor Mputu  | 1    |